# Max Harris

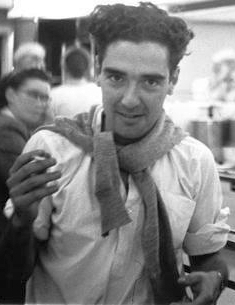
Max Harris

Max Harris (* 13. April 1921 in Adelaide; † 13. Januar 1995 ebenda) war ein australischer Dichter, Kritiker und Herausgeber.

## Leben
Max Harris war das einzige Kind des Ehepaars Victor und Clarice Jean Harris, geb. Moyse. Er kam in Henley Beach in Adelaide zur Welt. Fünf Jahre später zog die Familie nach Mount Gambier, wo Harris die Schule besuchte. 1934 erhielt er ein Stipendium für einen dreijährigen Aufenthalt an der Collegiate School of St Peter in Adelaide. Dort fühlte er sich wegen seiner Herkunft aus der Unter- oder allenfalls der Mittelklasse der Gesellschaft zunächst ausgeschlossen, wurde aber von verständnisvollen Lehrkräften gefördert. Sie machten ihn mit Werken von Schriftstellern wie T. S. Eliot und Dylan Thomas bekannt. Bei seinen Mitschülern verschaffte er sich schließlich durch seine sportlichen Leistungen Anerkennung. In der Schulzeitschrift von St Peter wurden einige seiner Gedichte veröffentlicht. Nachdem seine Eltern 1937 nach Adelaide zurückgezogen waren, konnte er seine Ausbildung an der Collegiate School of St Peter zunächst noch als Externer fortsetzen, doch da die finanzielle Lage der Familie zu unsicher war, begann er Mitte 1938 zu arbeiten und setzte seine Studien bei Nacht fort, sodass er dennoch einen Abschluss erreichte. Harris wurde als bester Schüler des Staates in englischer Literatur mit der Tennyson-Medaille ausgezeichnet.
Er besuchte von 1939 bis 1944 die University of Adelaide und studierte die Künste und Wirtschaft, ohne allerdings einen Abschluss zu erreichen. In seinem ersten Jahr an der Universität veröffentlichte er Gedichte im Universitäts-Organ Phoenix und arbeitete als Reporter für die Studentenzeitung. Für seine Gedichte erhielt er 1941 den Bundey prize.
1940 brachte Harris sein erstes Buch, The Gift of Blood, heraus. Ab 1941 brachte er, zunächst zusammen mit seinem Mitstudenten Donald Kerr, die avantgardistische Zeitschrift Angry Penguins heraus, die die australische Kulturszene mit Einflüssen des Modernismus und des Surrealismus in Berührung bringen sollte. Die zweite Nummer zog die Aufmerksamkeit von John und Sunday Reed in Melbourne auf sich, woraufhin John Reed sich ab der vierten Ausgabe an der Zeitschrift beteiligte.
1942 gehörte Harris zu den Gründungsmitgliedern der südaustralischen Abteilung der Contemporary Art Society, deren Präsident er in den Jahren 1943 und 1944 werden sollte. Außerdem erschien in diesem Jahr sein zweites Buch, Dramas From the Sky.
Zusammen mit John Reed gründete Harris 1943 den Verlag Reed and Harris, in dem fortan auch die Angry Penguins erschienen. Dort wurden unter anderem Arthur Boyd, Sidney Nolan, John Perceval, Joy Hester, Albert Tucker, Douglas Roberts und Ivor Francis vorgestellt.
Harris’ vehementes Eintreten für neue literarische und künstlerische Richtungen stieß nicht überall auf Gegenliebe. Über seinen surrealistischen Roman The Vegetative Eye schrieb A. D. Hope 1943 eine vernichtende Kritik; und im Herbst desselben Jahres taten sich Harold Stewart und James McAuley zusammen und kreierten den Ern-Malley-Hoax, auf den Harris prompt hereinfiel. Er widmete dem toten Dichter Ern Malley, den die beiden erfunden hatten, und dessen 16 nachgelassenen Gedichten, die sie gemeinschaftlich, den Stil der Modernisten und Surrealisten parodierend, verfasst hatten, einen Extraband der Angry Penguins.
Der Schwindel wurde am 25. Juni 1944 in einem Zeitungsartikel aufgedeckt. Der Ern-Malley-Hoax sollte zum bekanntesten literarischen Hoax Australiens werden; vorläufig zog die Angelegenheit allerdings die Aufmerksamkeit der Behörden auf Angry Penguins. Im September 1944 wurde Harris der Veröffentlichung unsittlicher Inhalte für schuldig befunden und musste eine Geldstrafe zahlen. Im Jahr darauf stellte die Zeitschrift ihr Erscheinen ein.
Mit seiner Jugendfreundin Yvonne („Von“) Ruby Hutton zog Max Harris 1945 nach Melbourne, doch nachdem Von schwanger geworden war, zog sie zu ihren Eltern nach Adelaide zurück, während Max Harris seiner Arbeit wegen in Melbourne blieb, um nur am 7. Januar 1946 nach Adelaide zurückzukehren und Von zu heiraten. Im Oktober desselben Jahres erlitt er einen Zusammenbruch. Er trennte sich von Reed, kehrte nach Adelaide zurück und orientierte sich beruflich neu. Zusammen mit Mary Martin betrieb er nun deren Mary Martin Bookshop. Dabei hatte er unter anderem großen Einfluss auf die Verbreitung der Taschenbücher von Penguin and Sun Books und setzte viele innovative Ideen um. In den frühen 1960er Jahren wurde er alleiniger Inhaber.
Von 1952 bis 1955 brachte er zusammen mit John Reed und Barret Reid das Magazin Ern Malley's Journal heraus. 1955 erschien sein Buch The Coorong and Other Poems.
Mit verschiedenen Mitherausgebern brachte Harris von 1957 bis 1968 die literarische Vierteljahresschrift Australian Letters heraus und von 1961 bis 1974 den monatlich erscheinenden Australian Book Review. Als Kolumnist schrieb er für die von Rupert Murdoch herausgegebene Zeitung The Australian von 1964 an 27 Jahre lang seinen wöchentlichen Beitrag Browsing. Seine mitunter kontrovers diskutierten Theater-, Film- und Kunstkritiken wurden auch in Radio und Fernsehen gesendet.
Sein Gedichtband A Window at Night erschien 1967; im Jahr darauf brachte er zusammen mit Dutton The Vital Decade heraus. Nachdem er 1974 seine Buchhandelskette Mary Martin Bookshop an Macmillan Co. verkauft hatte, blieb er dort noch einige Zeit Managing Director und übernahm dann eine Beraterposition bei MacMillan. 1979 erschien sein letzter Gedichtband, Poetic Gems.
Ein Besuch auf Bali in den 1970er Jahren hatte Max Harris schockiert. Er wünschte sich, die Lebensumstände der Bevölkerung zu verbessern, und begann den katholischen Priester Anibal Oprandi sowie den Foster Parents Plan of Australia zu unterstützen. Im Rahmen dieses Plans fungierten Von und Max Harris als Sponsoren für neun Kinder. Harris machte Propaganda für dieses Hilfswerk in Australien. Obwohl selbst nicht katholisch, trieb er mit seinen Zeitungsartikeln in den 1980er Jahren die Selig- und Heiligsprechung von Mary MacKillop durch seine Zeitungsartikel voran. Als er 1989 von einem schweren Nierenleiden genas, schrieb seine Familie dies den Gebeten der Schwestern von St Joseph – einer Gründung von MacKillop – zu. Zwei Jahre später wurde bei Max Harris Prostatakrebs in fortgeschrittenem Stadium diagnostiziert. 1993 erhielt er den University of Adelaide alumni award. Er starb in Daw Park in Adelaide und hinterließ seine Frau Von und die gemeinsame Tochter. Seine Asche wurde im Mary MacKillop Park in Kensington beigesetzt. Eine Gedenkplakette an The Parade in Norwood erinnert an Max Harris und in der National Library of Australia befindet sich sein Porträt, das von Robert Hannaford geschaffen wurde. Seit 2018 hat Max Harris auch seinen Platz in der Australian Media Hall of Fame.